# Tomorrowland (bok)
Tomorrowland: Our Journey from Science Fiction to Science Fact är en fackbok från 2015 av vetenskapsjournalisten Steven Kotler och utgiven av Amazon Publishing.

## Innehåll
Boken består av en serie essäartiklar som publicerades av Kotler i olika online-nyhetspublikationer, inklusive The New York Times, The Atlantic och Discover. Det finns sexton kapitel som består av samma antal artiklar, där varje kapitel behandlar ett annat ämne inom teknisk innovation inom en mängd olika områden.

## Kritisk mottagning
Kirkus Reviews berömde Kotler för att inte bara presentera de tekniska innovationerna i sig, utan också fokusera på de "besatta människorna bakom vetenskapen" och hur hans insikt i deras arbete omfattar "en rad från humana och gripande berättelser om försoning till likgiltiga forskare som är osäkra på om deras utveckling ens kommer att göra världen till en bättre plats". Library Journal-recensenten Talea Anderson noterade också inledningen till varje essä och diskuterade teknologi med fokus på att "presentera den samling av ofta udda uppfinnare och tidiga användare som har engagerat sig i den" och rekommenderade slutligen boken för läsare av populärvetenskap. I en separat recension av ljudboken i Library Journal rekommenderade recensenten Lisa Youngblood boken och dess granskning av inte bara tekniken, utan även de "sociala och moraliska frågor som uppstår" från de potentiella konsekvenserna av den framväxande teknologin.